# Amícia de Montfort
Amícia de Montfort (en francès: Amicie de Montfort) (?-1253) fou una dama francesa filla de Simó IV de Montfort i Alícia de Montmorency i germana de Guiu, Robert i Peronella de Montfort. El 1226 es casà amb Gautier de Joigny (o Gaucher de Joigny), senyor de Châteaurenard, amb qui va tenir dos fills: Peronella i Gautier (o Gaucher).
El 1211 el rei Pere II d'Aragó firmà un contracte matrimonial entre el seu fill l'Infant Jaume d'Aragó, el futur rei Jaume I d'Aragó, i la filla de Simó IV de Montfort, Amícia de Montfort. La intenció del matrimoni era buscar una sortida pacífica a la Croada albigesa.